# 顧橫波

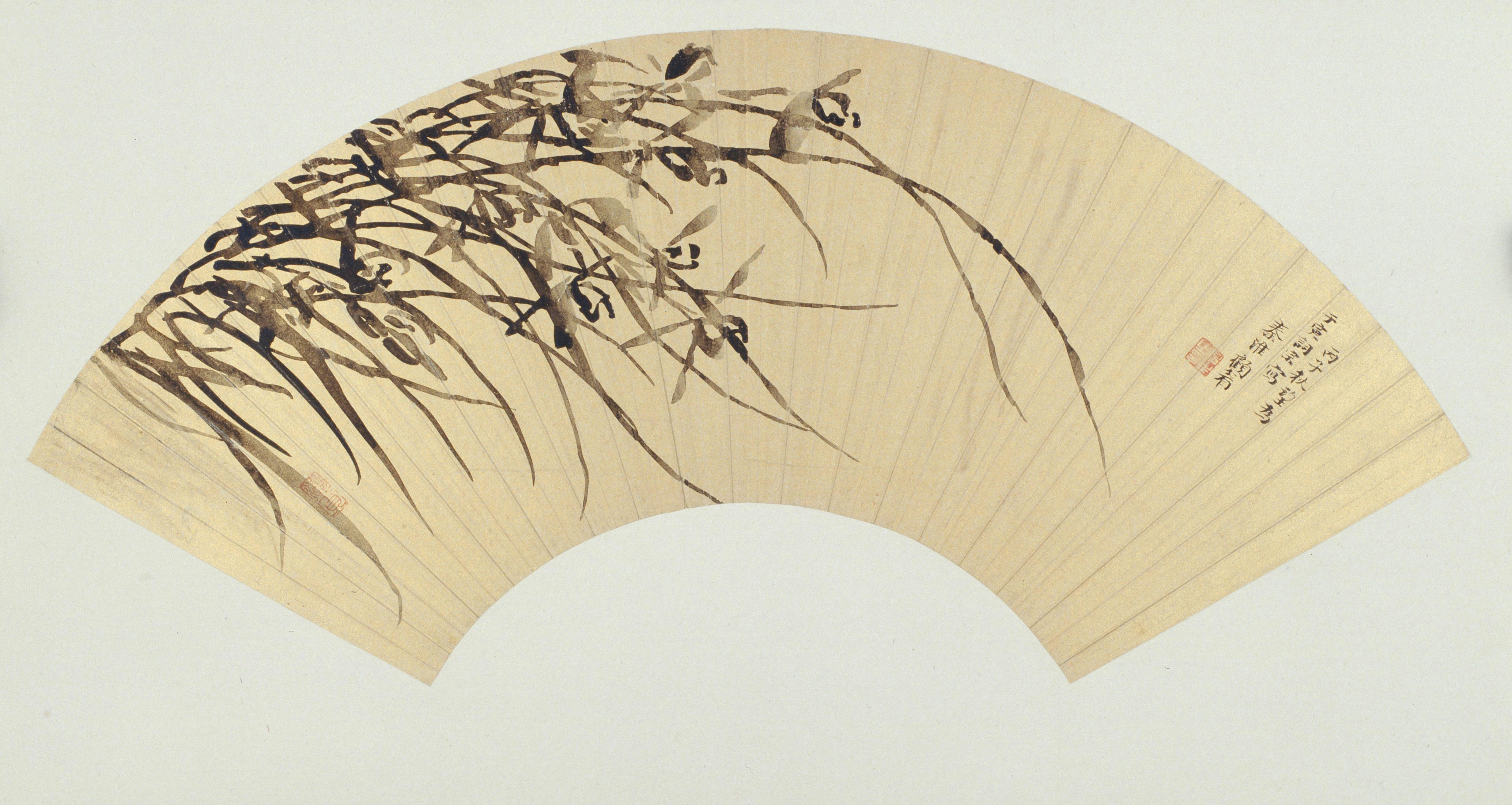
顾横波绘《兰花图》扇页（北京故宫博物院藏）

顧橫波（1619年—1664年），原名媚，又名眉，字眉生，一字眉庄，別字後生，號橫波、智珠、梅生，应天府上元县（今江苏省南京市）人，明末歌妓，「秦淮八艳」之一。

## 生平
顧橫波是八艷中地位最顯赫的一位，受誥封為“一品夫人”。据《板橋雜記》記載，顧橫波“庄妍靚雅，風度超群。鬢發如云，桃花滿面；弓彎纖小，腰支輕亞”，工於詩畫，尤善畫蘭，個性豪爽不羈，與柳如是較像，時人呼之“眉兄”，柳如是自稱為“弟”。龔鼎孳年方二十四，來到眉樓，一見顧橫波，為之傾倒不已。龔鼎孳為顧畫成“佳人倚欄圖”並題詩：“腰妒垂楊髮妒云，斷魂鶯語夜深聞。秦樓應被東風誤，未遣羅敷嫁使君。”崇禎十四年嫁龔鼎孳，洗盡鉛華，改名換姓“徐善持”。
崇祯十七年（1644年），闖王李自成攻下京城，龔鼎孳出仕李闖，随即降清。三朝之臣，做到了禮部尚書，顧橫波也堂皇受誥封為“一品夫人”。康熙三年（1664年）冬，顧橫波一病不起，病卒于北京铁狮子胡同，龔鼎孳在北京长俸寺建妙香阁纪念。
顧媚善诗词，作有《海月楼夜坐》、《花深深·闺坐》、《虞美人·答远山夫人寄梦》、《千秋岁·送远山夫人南归》等诗词，收入所著《柳花阁集》。